# 松本和子
松本 和子（まつもと かずこ、1949年10月27日 - ）は、日本の化学者。専門は無機化学。東京都出身。父は山村昌（電気工学者、元日本学士院会員、東京大学名誉教授）。

## 略歴
日本女子大学附属中学校・高等学校を経て、東京大学理学部化学科を卒業。1977年に東京大学大学院理学系研究科化学専攻博士課程中退、理学博士取得。学位論文の題は『The crystal structures of organo-heteropoly molybdates』（ポリモリブデン酸有機誘導体の結晶構造） 。 
東京大学理学部助手を経て、1984年早稲田大学理工学部化学科助教授、1989年早稲田大学理工学部化学科教授。ほかに、国際純正・応用化学連合 （IUPAC） 副会長（女性初、自動的に次期会長となる予定だった）、京都大学経営協議会学外委員、総合科学技術会議議員、文部科学省研究不正防止を検討する委員会主査代理などの要職を歴任した。早稲田大学辞職後は､ビジョン開発株式会社を経て､日本教育研究支援財団名誉顧問のほか､本田財団理事を務める。

## 研究資金の不正流用
2006年6月、経済産業省および新エネルギー・産業技術総合開発機構 （NEDO） 受託事業研究費、科学技術振興機構 （JST） 科学技術研究費などの不正流用問題が表面化した。松本は大学に対して辞職願を提出したが、すぐには受理されなかった。結局、不正流用の事件化は見送られ、早稲田大学側が不正額に対して利息を付した金額を返還することで収束することとなった。この問題を受けて、松本は文部科学省から研究費助成の5年間停止処分を受けた。2006年12月、早稲田大学は松本に対して退職勧告付きの1年間の停職処分を下し、12月22日に松本の辞表を受理した。松本は東京工業大学の経営協議会委員も辞任した。一連の出来事は、科学技術行政分野、とりわけ研究不正防止に関する委員会等の要職に就いていた研究者による不正事案ということで大きな問題となった。
松本の事件以降、経理事務の研究機関による一元化や会計制度の周知・徹底、研究機関における公的研究費にかかる告発窓口の設置など、不正流用防止対策が講じられた。2007年には「研究機関における公的研究費の管理・監査のガイドライン」が作成され、不正が見つかった場合には研究費申請が禁止されることが決定した。これは事実上、研究者生命が絶たれることを意味する。
なお、不正流用発覚後、論文（『蛍光プローブの量子収率の求め方』）に掲載したデータの捏造疑惑も取りざたされ、大学当局が調査に乗り出したが、実験技術が未熟であったための誤データと結論付けられた。

## 学歴
- 1972年 東京大学理学部化学科卒業
- 1974年 東京大学大学院理学系研究科化学専攻修士課程修了
- 1977年 東京大学大学院理学系研究科化学専攻博士課程中退
- 1977年 東京大学大学理学部助手
- （理学博士）
- 1984年 早稲田大学理工学部助教授
- 1989年 早稲田大学理工学部教授
- 1990年-1992年 分子科学研究所客員教授
- 2002年 内閣府総合技術会議議員
- 2006年 国際純正・応用化学連合副会長

## 受賞
- 1984年 日本分析化学会奨励賞
- 1989年 日本化学会学術賞
- 2000年 市村学術賞貢献賞
- 2005年 日本分析化学会学会賞

## 著書
- 現代の基礎化学、高橋 博彰（著）、松本 和子（著）、多田 愈（著）、新田 信（著）、伊藤 紘一（著）ISBN 4254140398